# جينيفيف غونت
جينيفيف غونت (بالإنجليزية: Genevieve Gaunt)‏ (بالهولندية: Genevieve Wilhemina Gaunt)‏ هي ممثلة هولندية وبريطانية، ولدت في 13 يناير 1991 في لندن في المملكة المتحدة.

## أعمال

### أفلام
- (2004) هاري بوتر وسجين أزكابان
- (2014) وجه ملاك[5]

## وصلات خارجية
- جينيفيف غونت على موقع IMDb (الإنجليزية)
- جينيفيف غونت على موقع قاعدة بيانات الفيلم (الإنجليزية)